# Río Snezha
El río Snezha (del ruso: Сне́жа) es un río del óblast de Nóvgorod, en Rusia. Nace en los extensos pantanos cerca de la aldea de Zhizlino, a 10 km de la frontera con el óblast de Pskov. Desemboca en la orilla izquierda del río Polist, tras 80 km de recorrido, en el sudoeste del raión de Stáraya Rusa. Pertenece a la cuenca del mar Báltico.
A orillas del Snezha se encuentran unas 30 localidades de pequeño tamaño, entre las cuales: Snezhka, Zeliónaya Dubrava, Rechnie Kotsy, Starina, Nejotisko, etc.